# جری جف واکر
جری جف واکر (انگلیسی: Jerry Jeff Walker؛ زادهٔ ۱۶ مارس ۱۹۴۲) یک موسیقی‌دان اهل ایالات متحده آمریکا است.